# 5 километр (Томская область)
5 киломе́тр — посёлок в Каргасокском районе Томской области России. Входит в состав Каргасокского сельского поселения.

## География
Посёлок находится на берегу самого восточного из рукавов реки Васюган, при её впадении в реку Обь, на расстоянии примерно 1 км к западу от села Каргасок, административного центра района.

### Часовой пояс
Посёлок 5 километр, как и вся Томская область, находится в часовой зоне МСК+4. Смещение применяемого времени относительно UTC составляет +7:00.

## Население
| 2002 | 2010 | 2012 | 2013 | 2014 | 2015 | 2021 |
| ---- | ---- | ---- | ---- | ---- | ---- | ---- |
| 269  | ↘264 | ↗266 | ↗271 | ↘270 | ↘269 | ↘217 |

## Экономика
Основу экономической жизни составляют сельское хозяйство и розничная торговля.

## Инфраструктура
В селе действуют школа, библиотечно-культурный центр и фельдшерско-акушерский пункт.